# Nimrod Shapira Bar-Or
Nimrod Shapira Bar-Or (hebräisch נמרוד שפירא בר אור; geboren am 25. April 1989 in Tel Aviv) ist ein israelischer Schwimmer, der bei den Olympischen Spielen 2008 über 100 m und 200 m Freistil sowie bei den Olympischen Sommerspielen 2012 über 200 m Freistil antrat.
Er ist mehrfacher israelischer Meister in den Disziplinen 50 m, 100 m und 200 m Freistil sowie im 100 m und 200 m Schmetterlingsschwimmen.

## Biografie
Shapira wuchs in Moshav Avigdor in Südisrael auf. Obwohl er in einer israelischen Junioren-Spitzenmannschaft Basketball spielte, führte eine Knieverletzung, die er sich im Alter von 11 Jahren zuzog, dazu, dass er mit diesem Sport aufhören musste. Nachdem der junge Sportler in seiner Kindheit während einer Geburtstagsfeier fast in einem Pool ertrunken war veranlassten seine Eltern, ihm und seiner Schwester Schwimmunterricht im örtlichen Schwimmbad zu geben. Dort trainierte Shapira so auch in seiner Jugend, womit seine Leidenschaft für das Schwimmen begann.
Shapira besuchte ab 2006 die Bolles School, wo er bei den Florida State 1A Championships erstmals eine Erstplatzierung im 200 m Freistil (1:38,37) erzielte. In der Disziplin 500 m Freistil wurde er Zweiter,  sodass er von der Times-Union 2006 zum Florida All-First Coast Swimmer of the Year ernannt wurde.

## Schwimmkarriere
Im Juli 2007 gewann er bei den Junioren-Europameisterschaften im Schwimmen in Antwerpen eine Silbermedaille über 200 m Freistil (1.50.36). Außerdem gewann er eine Bronzemedaille über 400 m Freistil (3:54,83).
Bar-Or ist damit der einzige Schwimmer in der israelischen Geschichte, der alle Freistilwettbewerbe im selben Wettkampf gewonnen hat. Im August 2007 gewann er eine Goldmedaille im 400-m-Freistil.
Im März 2008 stellte er mit seinem Team bei den Schwimmeuropameisterschaften 2018 in Eindhoven, Niederlande mit 7:20,87 einen neuen israelischen Rekord in der 4×200-Meter-Freistilstaffel auf. Noch im selben Jahr stellte er als Solosportler bei den kroatischen offenen Meisterschaften in Dubrovnik mit 1:48,76 einen neuen israelischen Rekord im 200-Meter-Freistil auf. Im Juli brach er bei den Olympischen Spielen seinen eigenen nationalen Rekord im 200-Meter-Freistil.
Schon vorher nahm der Schwimmer für Israel an den Olympischen Sommerspielen 2008 in Peking teil. Dabei belegte er beim 100-Meter-Freistil mit einer Zeit von 49,10s den 26. Platz und im Halbfinale der Disziplin 200-Meter-Freistil mit einer Zeit von 1:48,16 den 15. Platz. Somit war Bar-Or der erste israelische Schwimmer, der in einem olympischen Halbfinale antrat.

## Engagement
Nachdem er 2013 an seinen zweiten Olympischen Spielen teilgenommen hatte, gründete Shapira einen Schwimmclub in Michigan namens AquaSwimClub. Sein Schwimmprogramm wuchs bis 2017 auf 7 Standorte in Michigan mit über 800 Schwimmern an.